# Henry Lee Lucas
Henry Lee Lucas (Blacksburg, 23 agosto 1936 – Huntsville, 12 marzo 2001) è stato un serial killer statunitense.
È stato accusato di ben 214 omicidi; gliene furono inizialmente attribuiti 77 e successivamente 130, venendo infine condannato per 11 omicidi accertati. Ebbe la complicità di Ottis Toole.

## Biografia

### Primi anni
Henry Lee Lucas nacque il 23 agosto 1936 a Blacksburg, in Virginia. Il padre, Anderson, aveva perso le gambe a seguito dell'investimento da parte di un treno e occasionalmente vendeva matite agli angoli delle strade, mentre la madre, Viola, manteneva la famiglia prostituendosi e distillando alcolici clandestinamente. Il padre, dopo una notte passata al freddo, contrasse una grave polmonite che lo portò alla morte. Da ragazzo Henry, a causa di un incidente, perse l'occhio sinistro che fu rimpiazzato con uno di vetro.
Durante l'adolescenza Lucas iniziò ad avere problemi con la legge: il 12 giugno 1952 rapinò un negozio di elettrodomestici e per questo reato scontò due anni di riformatorio. Nel 1954 venne nuovamente arrestato per una serie di rapine commesse nei dintorni di Richmond, in Virginia, e venne condannato a sei anni di carcere; il 14 settembre 1957 riuscì a evadere dal penitenziario di Stato della Virginia e cercò di raggiungere la casa di una sua sorella a Tecumseh nel Michigan. Fu arrestato tre mesi più tardi e riportato in Virginia, dove si rese protagonista di una nuova evasione un mese più tardi, ma stavolta venne ricatturato il giorno stesso. Il 2 settembre 1959 venne rilasciato con un anno di anticipo rispetto alla conclusione prevista della pena. Dopo il rilascio Lucas andò a vivere a Tecumseh, a casa di sua sorella.

### L'uccisione della madre
Durante la notte dell'11 gennaio 1960 Lucas e la madre, che era venuta a trovarlo a Tecumseh, dopo avere bevuto troppo, ebbero un violento litigio probabilmente a causa di una donna che Henry avrebbe desiderato sposare. Durante la lite Lucas colpì la madre al collo con un coltello, uccidendola, dopodiché si diede alla fuga; venne arrestato cinque giorni più tardi a Toledo, nell'Ohio.
Giudicato colpevole di omicidio preterintenzionale, Lucas venne condannato a una pena di venti anni di carcere, da scontarsi nel penitenziario di Stato di Jackson, nel sud del Michigan, dove però tentò il suicidio, venendo per questo trasferito in un ospedale psichiatrico. Nel 1970, dopo avere scontato solo dieci anni, Lucas venne rilasciato; poco tempo dopo venne nuovamente arrestato e condannato a tre anni e mezzo di reclusione per il tentato rapimento di due ragazze, venendo poi rilasciato nell'agosto 1975.

### Il vagabondaggio
Dopo essere stato scarcerato Henry Lee Lucas si trasferì in Pennsylvania, dove si sposò. Poco dopo abbandonò la moglie, dopo che questa lo aveva accusato di avere molestato le sue figlie, e iniziò a vivere come un vagabondo, girovagando per gli Stati Uniti. Nel corso di questi vagabondaggi nel 1976 conobbe a Jacksonville, in Florida, Ottis Toole, un uomo con un basso quoziente intellettivo e una predisposizione alla piromania, già sospettato di avere commesso quattro omicidi prima dell'incontro con Lucas.
I due divennero amici e, secondo Toole, anche amanti, vivendo insieme a casa della madre di Ottis, nella quale vivevano anche i due nipoti orfani di lui, Frank e Frieda "Becky" Powell. Quest'ultima, affetta da un ritardo mentale e ancora minorenne, iniziò una relazione con Lucas. Nel 1981, in seguito alla morte della madre di Toole, Henry e Ottis ripresero a vagare per gli Stati Uniti portando con sé Becky; l'anno successivo i due uomini si separarono e Becky rimase con Lucas.

### Gli omicidi
Nel maggio 1982 Lucas e la Powell giunsero a Ringgold, nel Texas, dove vennero accolti in casa da Kate Rich, un'anziana signora di 82 anni. I parenti di lei, però, non si fidavano della coppia e perciò li allontanarono dalla casa. I due, in seguito, incontrarono Ruben Moore, ministro laico pentecostale e riparatore di tetti, nonché leader di una comune pentecostale nota come "The House of Prayer" a Stoneburg, in Texas, il quale offrì alla coppia una baracca dove vivere all'interno della comune e ingaggiò Lucas per fare alcuni lavori insieme a lui. In seguito Lucas avrebbe descritto il periodo passato nella comune come il migliore della sua vita: era infatti riuscito a comprare un'automobile, un televisore e diversi oggetti per arredare la baracca come un vero appartamento.
La Powell però iniziò a soffrire di nostalgia di casa e lo pregò di tornare in Florida, perciò il 23 agosto 1982 i due partirono ottenendo un passaggio da un camionista. Il giorno seguente Lucas tornò alla comune in lacrime, sostenendo che Becky avesse deciso di separarsi da lui saltando su un camion di passaggio. Dopo di ciò, Lucas riprese la vita di sempre nella comune e nessuno vide più Becky Powell. Un mese dopo questi fatti scomparve nel nulla anche l'anziana Kate Rich e le indagini della polizia si rivolsero verso Lucas.

### L'arresto e la confessione degli omicidi di Powell e Rich
L'11 giugno 1983 Henry Lee Lucas venne arrestato a Stoneburg con l'accusa di possesso illegale di arma da fuoco, dal momento che, essendo un pregiudicato, non poteva tenerne una; venne portato nella prigione della contea di Montague. Cinque giorni più tardi Lucas confessò di avere ucciso Kate Rich nel settembre precedente: avrebbe infatti dato un passaggio all'anziana donna con la sua auto offrendosi di portarla in chiesa, ma, invece, l'avrebbe portata in un campo dove l'avrebbe accoltellata a morte e in seguito avrebbe avuto rapporti sessuali col cadavere. In seguito Lucas avrebbe occultato il corpo in un tubo di drenaggio e se ne sarebbe andato; il giorno seguente sarebbe tornato a prendere il cadavere e l'avrebbe portato a Needles, in California, da dove un mese più tardi avrebbe recuperato i resti decomposti e li avrebbe bruciati all'interno di una stufa a legna posta nel cortile della sua baracca alla House of Prayer. L'uomo si autoaccusò anche dell'omicidio di Becky Powell, che fino ad allora si credeva fosse ancora viva.
Ispezionando la House of Prayer la polizia trovò degli elementi che confermavano il racconto di Lucas: nella stufa erano presenti cenere e frammenti di ossa umane, mentre nel luogo in cui Lucas affermava si fosse consumato il delitto vennero rinvenute delle mutandine, così come un paio di occhiali rotti, che le figlie della Rich confermarono essere quelli della loro madre. Frammenti di ossa umane furono trovati anche in un luogo dove Lucas sosteneva di avere buttato la cenere; infine l'uomo indicò come il luogo dove aveva gettato via la borsa della Rich proprio quello in cui la stessa era stata rinvenuta mesi prima.
Nel frattempo Lucas iniziò a fornire dettagli anche sull'omicidio della Powell: lui e la ragazza si sarebbero fermati a dormire in un campo poco prima di Denton e avrebbero iniziato a litigare per la decisione di ritornare a Jacksonville, scelta con cui Lucas non era d'accordo, soprattutto a causa di un mandato di arresto spiccato nei suoi confronti per il furto di un camion. Durante il litigio la Powell avrebbe tirato uno schiaffo a Lucas, che avrebbe reagito accoltellandola al petto e uccidendola; successivamente avrebbe tagliato il cadavere in nove parti (tra cui la testa e le mani) e l'avrebbe occultato in un campo vicino. Lucas sostenne di avere avuto anche in questo caso rapporti sessuali col cadavere. Anche per questo omicidio vennero rinvenuti elementi che corroboravano la confessione di Lucas: in particolare, nel luogo da lui indicato, vennero rinvenuti resti di uno scheletro di quella che doveva essere stata una ragazza bianca all'incirca dello stesso peso, statura ed età di Becky.
Il 21 giugno 1983, durante il processo per l'omicidio della signora Rich, che si sarebbe concluso con la sua condanna a 75 anni di carcere, Henry Lee Lucas sostenne di avere ucciso, oltre all'anziana donna, altre cento persone. Questa dichiarazione ebbe una forte risonanza sui media nazionali americani. Durante il processo per l'omicidio di Becky Powell Lucas sostenne di non avere voluto uccidere la ragazza, ma venne messo di fronte alla sua confessione registrata in cui dichiarava, tra le altre cose, di averne stuprato il cadavere.

### False confessioni
Dopo il processo Lucas iniziò a dichiararsi colpevole di una serie impressionante di delitti irrisolti commessi in svariate parti degli Stati Uniti. Interrogato dagli investigatori di vari stati, l'uomo sembrava conoscere dettagli degli omicidi e delle scene del crimine che non erano stati rivelati alla stampa. Le confessioni di Lucas vennero progressivamente caratterizzandosi, oltre che per il loro alto numero, anche per l'abbondanza di dettagli truculenti: tra le altre cose l'ex vagabondo giunse ad autoaccusarsi di avere commesso atti di cannibalismo e sostenne che a spingerlo a compiere i delitti fosse stata la sua tendenza alla necrofilia; non avrebbe infatti trovato eccitanti le donne vive e sarebbe stato capace di avere rapporti sessuali solo con quelle morte.
Durante un interrogatorio Lucas affermò anche che Ottis Toole, che all'epoca si trovava in carcere in Florida per incendio doloso, era stato suo complice nei delitti. Interrogato dagli investigatori in Florida e sottoposto a un confronto telefonico con Lucas, Toole sostenne le veridicità delle confessioni dell'amico, compresi i dettagli più macabri e bizzarri. In base alle confessioni rese dai due uomini fu possibile dichiarare risolte decine di casi e in seguito ad esse Toole ricevette due condanne a morte, poi commutate in carcere a vita..
Lucas si accusò, tra gli altri, dell'assassinio di una donna non identificata che era stata trovata morta in un canale sotterraneo con addosso solo un paio di calze arancioni e che perciò era stata soprannominata Orange Socks (Calze Arancioni), poi identificata nel 2019 in una ragazza di nome Debra Jackson. In seguito a questa accusa il 30 novembre 1983 venne trasferito nella prigione della contea di Williamson, il cui sceriffo, Jim Boutwell, era ansioso di parlare con lui a proposito di una serie di delitti. Venne creata una task force con lo scopo di investigare e approfondire i presunti crimini commessi da Lucas nel suo girovagare per gli Stati Uniti; all'interno di tale task force Lucas si trovava sempre al centro dell'attenzione, cosa che lo fece sentire per la prima volta nella sua vita una persona importante. La task force portava Lucas sulle varie scene del crimine, in cui molto spesso non vi erano elementi che facessero pensare a un suo coinvolgimento, ma spesso l'uomo sembrava conoscere dettagli fondamentali degli eventi.
La notorietà di Lucas come "più prolifico serial killer della storia americana" crebbe vistosamente e, allo stesso tempo, i suoi racconti divennero sempre più esagerati: Lucas arrivò ad autoaccusarsi di circa seicento omicidi compiuti in 27 diversi Stati degli USA e anche in Canada, giungendo a sostenere che lui e Toole avrebbero commesso quegli omicidi su commissione da parte di una fantomatica setta satanica chiamata "Le mani della morte", che avrebbe praticato i sacrifici umani e il cannibalismo. Questi elementi spinsero molte persone allo scetticismo nei confronti delle dichiarazioni di Lucas.

### La condanna a morte
Il 2 aprile 1984 ebbe inizio il processo a Henry Lee Lucas per l'omicidio di Debra Jackson, che egli aveva confessato di avere assassinato durante la notte di Halloween del 1979. La difesa riuscì a provare che Lucas aveva incassato una busta paga per la riparazione del tetto di una stazione aeronavale a Jacksonville, in Florida, proprio il giorno prima dell'omicidio, cosa che rendeva quasi impossibile la sua presenza a Williamson al momento da lui indicato per il delitto. A questo si aggiungeva il fatto che nella confessione resa per questo omicidio Lucas sembrava essersi contraddetto più volte e aver avuto vuoti di memoria, risolti unicamente grazie ai suggerimenti degli investigatori. Nonostante questi fatti il tribunale giudicò comunque Lucas colpevole e lo condannò a morte.

### Confessioni screditate
Il 14 aprile 1985 sul quotidiano The Dallas Time Herald il giornalista investigativo Hugh Aynesworth pubblicò un articolo in cui si metteva in dubbio la veridicità delle confessioni rese da Lucas: l'autore aveva intervistato il presunto serial killer più volte a partire dal 1983 e nell'articolo sostenne che Lucas gli aveva rivelato non solo di non essere realmente responsabile degli omicidi che gli erano attribuiti, eccetto quelli di sua madre, della Powell e della Rich e di avere reso confessioni false per prendersi gioco delle forze dell'ordine, ma anche che i dettagli non rivelati al pubblico sulle scene del crimine che lui sembrava conoscere gli erano stati variamente suggeriti dagli investigatori, i quali, secondo Aynesworth, avrebbero agito così perché ansiosi di dichiarare chiusi diversi casi irrisolti. Aynesworth notava, inoltre, come molti delitti attribuiti a Lucas avessero avuto luogo a breve distanza temporale l'uno dall'altro in luoghi molto lontani tra loro, sicché era fisicamente quasi impossibile che fossero stati commessi dalla stessa persona.
A screditare le confessioni di Lucas furono anche le sue stesse dichiarazioni contrastanti: il 23 aprile 1985 sostenne di non avere mai commesso alcun omicidio, eccetto quello della propria madre, che sostenne essere stato accidentale, mentre sei giorni più tardi sostenne, invece, di avere assassinato ben 360 persone, ma di essere stato obbligato a ritrattare le sue confessioni perché minacciato dalla fantomatica setta "Le mani della morte". In seguito si scoprì che Lucas aveva confessato un omicidio commesso a Little Rock, nell'Arkansas, il colpevole del quale era già stato scoperto, che si era dichiarato colpevole dell'assassinio di un poliziotto in West Virginia, la cui morte era, in realtà, dovuta a un suicidio, che a proposito di un altro caso avvenuto in Arkansas Lucas non aveva saputo fornire alcun dettaglio fino a che la polizia non gli aveva mostrato un video della scena del crimine e che, infine, si era autoaccusato di un omicidio commesso nel Delaware, per il quale era già stato arrestato un sospettato che aveva poi confessato.
In base a questi elementi vennero riaperti molti dei casi che erano stati chiusi a seguito delle dichiarazioni di Lucas e contemporaneamente vennero fermate le investigazioni che tendevano a ricollegarlo a casi ancora aperti. Il procuratore generale del Texas Jim Mattox formò una giuria per investigare sugli omicidi attribuiti a Lucas: dalle indagini emerse che, eccetto che nei casi di Becky Powell e Kate Rich, egli non era mai stato in grado di condurre autonomamente gli inquirenti sulle scene dei crimini e che, come aveva sostenuto Aynesworth, gli investigatori stessi gli avevano fornito informazioni sui delitti. Si scoprì anche che, in cambio delle confessioni false, Lucas riceveva un trattamento di favore rispetto agli altri detenuti: non doveva indossare la divisa del carcere, aveva la TV via cavo in cella ed era rifornito di sigarette.
Emersero anche nuovi elementi che rendevano improbabile che Lucas fosse l'autore dell'omicidio di Debra Jackson: egli, infatti, aveva sostenuto di averla stuprata, oltre che uccisa, ma dagli esami medici sul cadavere non erano state rinvenute tracce di stupro, mentre era emerso che Jackson era affetta dalla sifilide, che Lucas, a seguito di un rapporto sessuale con lei, avrebbe dovuto contrarre, ma da cui non era affetto. Nonostante questo la sentenza per l'omicidio della ragazza non venne annullata e l'11 giugno 1985 Lucas venne trasferito nel braccio della morte del carcere di Huntsville. A Lucas vennero inflitte in totale condanne per 11 omicidi, anche se i suoi legami con la gran parte di essi erano costituiti unicamente dalle sue confessioni.

### La commutazione della sentenza
Il 26 giugno 1998, basandosi su un'indagine del procuratore generale del Texas che escludeva la possibilità che Lucas fosse l'autore dell'omicidio di Debra Jackson, il governatore del Texas e futuro presidente degli USA George W. Bush commutò la sentenza di morte in ergastolo. Quello di Lucas fu l'unico caso, durante tutto il suo mandato come governatore del Texas, in cui Bush decise di commutare una condanna a morte.

### Morte
Lucas, che aveva precedentemente riscontrato problemi cardiaci ed era stato in passato ricoverato in ospedale, morì il 12 marzo del 2001 in carcere, a causa di un arresto cardiaco. Il suo corpo fu portato all'Impresa di Pompe Funebri di Huntsville, dove non fu mai reclamato.

## Docuserie
La docuserie di Netflix The Confession Killer ricostruisce la vicenda di Lucas, portando alla luce seri dubbi riguardo alla sua colpevolezza.

## Film
- Confessions of a Serial Killer (1985)
- Henry, pioggia di sangue (1986)
- Henry: Portrait of a Serial Killer, Part II (1996)
- Drifter: Henry Lee Lucas (2009)
- The Confession Killer (2019)

## Libri
- Henry Lee Lucas di Mike Cox, Roma, Libri neri, 1993 - nuova edizione Henry Lee Lucas: confesso... ho ucciso 600 persone, Milano, Mondadori, 2006